# Diaxenes taylori
Diaxenes taylori là một loài bọ cánh cứng trong họ Cerambycidae.